# Château des ducs de Bourbon à Montluçon
 (juillet 2016).
Si vous disposez d'ouvrages ou d'articles de référence ou si vous connaissez des sites web de qualité traitant du thème abordé ici, merci de compléter l'article en donnant les références utiles à sa vérifiabilité et en les liant à la section « Notes et références ».
Le château des ducs de Bourbon est un ancien château fort du XIIIe siècle, qui se dresse sur le territoire de la commune française de Montluçon dans le département de l'Allier, en région Auvergne-Rhône-Alpes. L'édifice est inscrit au titre des monuments historiques.

## Localisation
Le château, qui domine l'ouest de la ville, est situé sur la colline occupée par la ville haute de Montluçon, dans le département français de l'Allier. 

## Historique

### Époque médiévale

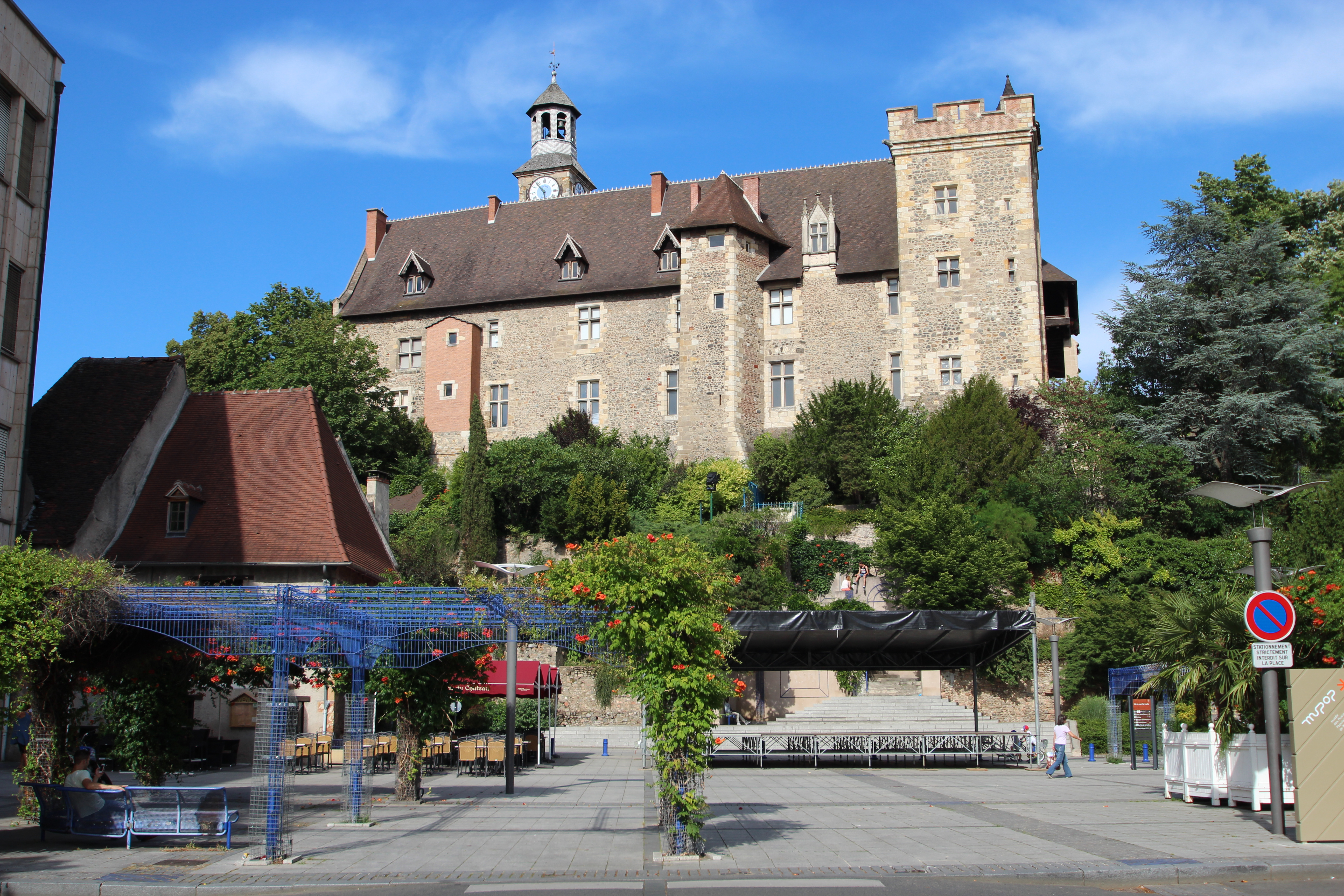
La façade principale du château depuis la place Édouard-Piquand.

En 1070, Guillaume, fils d'Archambaud IV de Bourbon, devint seigneur de Montluçon et fait construire une première forteresse sur l'emplacement d'un ancien oppidum.
Le château de Montluçon est occupé par les Anglais de 1171 à 1188 lors de la période Plantagenêt. Après cette occupation, Philippe Auguste le remit aux Bourbons, à travers Guy II de Dampierre, et ces derniers le transformèrent en place forte. Ce qu'il reste du château a été construit à partir de 1370, en plein cœur de la guerre de Cent Ans, par Louis II de Bourbon, qui y meurt, sans que les Anglais n’aient pu prendre la place.
L'édifice était entouré par une double rangée de remparts, percée de quatre portes, et il comptait quarante et une tours. Lors du rattachement du Bourbonnais à la couronne de France, sous François Ier, le château est abandonné.
Louis II de Bourbon a été le principal contributeur à la construction du château. Ce dernier a été commencé en pleine guerre de Cent Ans, mais on y travaillait encore à la veille de la Renaissance. Dans la première moitié du XIVe siècle, Louis II et ses successeurs élèvent le grand logis, à peu près tel qu'il nous est conservé, et la tour carrée. Les ouvertures de la façade est, l'aile nord, et la tour de l'horloge datent du milieu du XVe siècle et appartiennent à trois campagnes de construction dont les deux premières sont très peu éloignées l'une de l'autre. Enfin, durant la dernière moitié du XVe siècle, on élève la galerie sur la cour et on embellit l'intérieur nord. Charles VII (1403-1461) y réside fréquemment et Louis XI s'empare du château et manque d'y être assassiné.
Ces diverses constructions, bien que relativement modestes, nous permettent de suivre l'évolution bien connue qui se produisit dans l'architecture militaire française durant le XVe siècle : Louis II de Bourbon conçut l'idée d'un véritable château fort qu'il ne put achever, et qui, embelli par ses successeurs, d'une galerie, d'une élégante tourelle et de larges ouvertures, devint une demeure de plaisance pour les derniers ducs de Bourbon. Il est abandonné à partir de 1527. En 1523, François Ier, avait poussé le connétable de Bourbon, Charles III (1490-1527), à passer dans le camp de Charles Quint, afin de s'emparer du duché de Bourbon, et saisi ses biens.

### Époque moderne

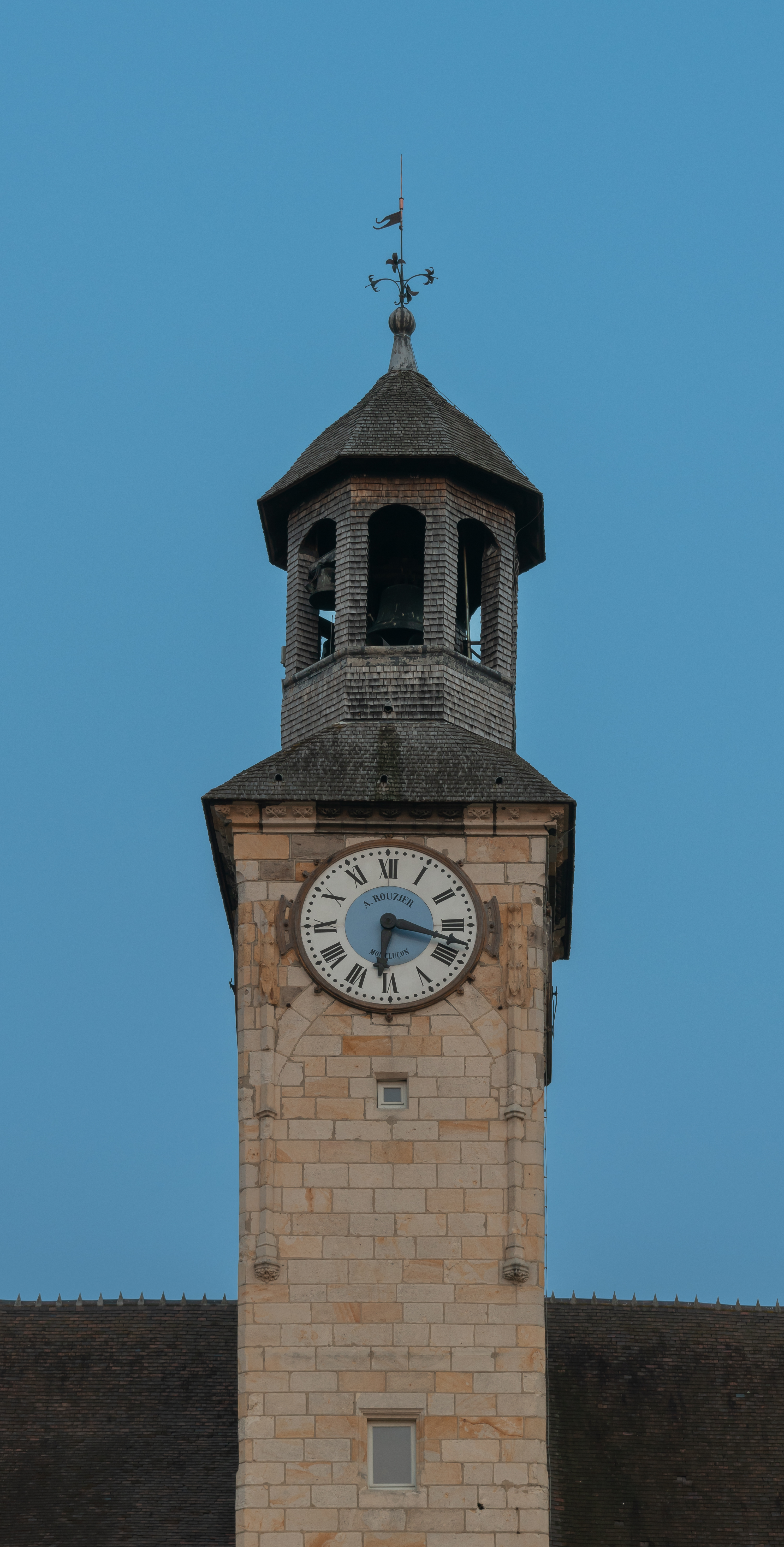
L'horloge moderne du château.

Après 1662, les princes de Condé, devenus seigneurs engagistes du Bourbonnais, concèdent le château à un fermier et s'en désintéressent totalement. Celui-ci se trouve alors dans un état déplorable selon Nicolas de Nicolay, qui constate que « a faute d'entretainement de couverture » le château tombait en ruines, ce qui était « grand dommage ».d
À la Révolution, seules les armoiries des ducs de Bourbon sont détruites sur la tour de l'horloge. Puis le tribunal de police s'installe dans une des salles du château qui, en raison de ses dimensions, servit également de lieu de réunion aux assemblées générales des habitants.
La ville de Montluçon rachète le château au prince de Condé le 8 avril 1816 dans le but d'en faire une caserne d'infanterie. C'est à partir de ce moment-là qu'eurent lieu les démolitions les plus déplorables.
Le château est privé de sa galerie de bois pour faire place à des constructions en béton. L'intérieur fut remanié maintes fois pour l'installation d'un tribunal, d'une salle de spectacle et des bureaux de la mairie de la ville de Montluçon.
En résumé, le château de Montluçon, reconstruit durant l'extrême fin du XIVe siècle, eut à souffrir, après avoir connu un moment de splendeur, d'un abandon de près de trois siècles, auquel succéda, pendant tout le XIXe siècle une période de démolitions plus désastreuses encore.
En 1935, la ville de Montluçon le restaure. De cette restauration, seule la galerie en bois sera bien réalisée. En effet, la lucarne de type gothique a été mal restaurée et recouverte de ciment, ainsi que la salle du deuxième étage du donjon, salle qui semblerait être l'ancienne chambre du Bon Duc, Louis II de Bourbon, dans laquelle il décède en août 1410. Dans cette salle, se trouve une voûte en berceau en plein-cintre surhaussé, retombant sur deux arcs très surbaissés, bandés le long des murs nord et sud. Cette voûte est très curieuse, car il s'agit d'une voûte en croisée d'ogives à deux branches supplémentaires, qui partent de chaque angle du pan coupé, pour aboutir à la clef de voûte centrale. Cette disposition est provoquée par la présence dans cette salle d'une cheminée en pan coupé. La clef de voûte qui complète l'ensemble de cette pièce est composée de quatre fleurons rayonnant autour d'un écu et réunis par des petits arcs en tiers-point trilobés. Les murs de cette salle sont, eux aussi, recouverts de ciment. Les joints des pierres du château de Montluçon sont également tous refaits avec du ciment. Ce qui ne peut pas être considéré comme authentique.
Les plafonds des principales salles du château seront refaits en lambris de bois qui recouvrent, pour certaines, des charpentes en métal installées lors de cette restauration des années 1930.

## Description

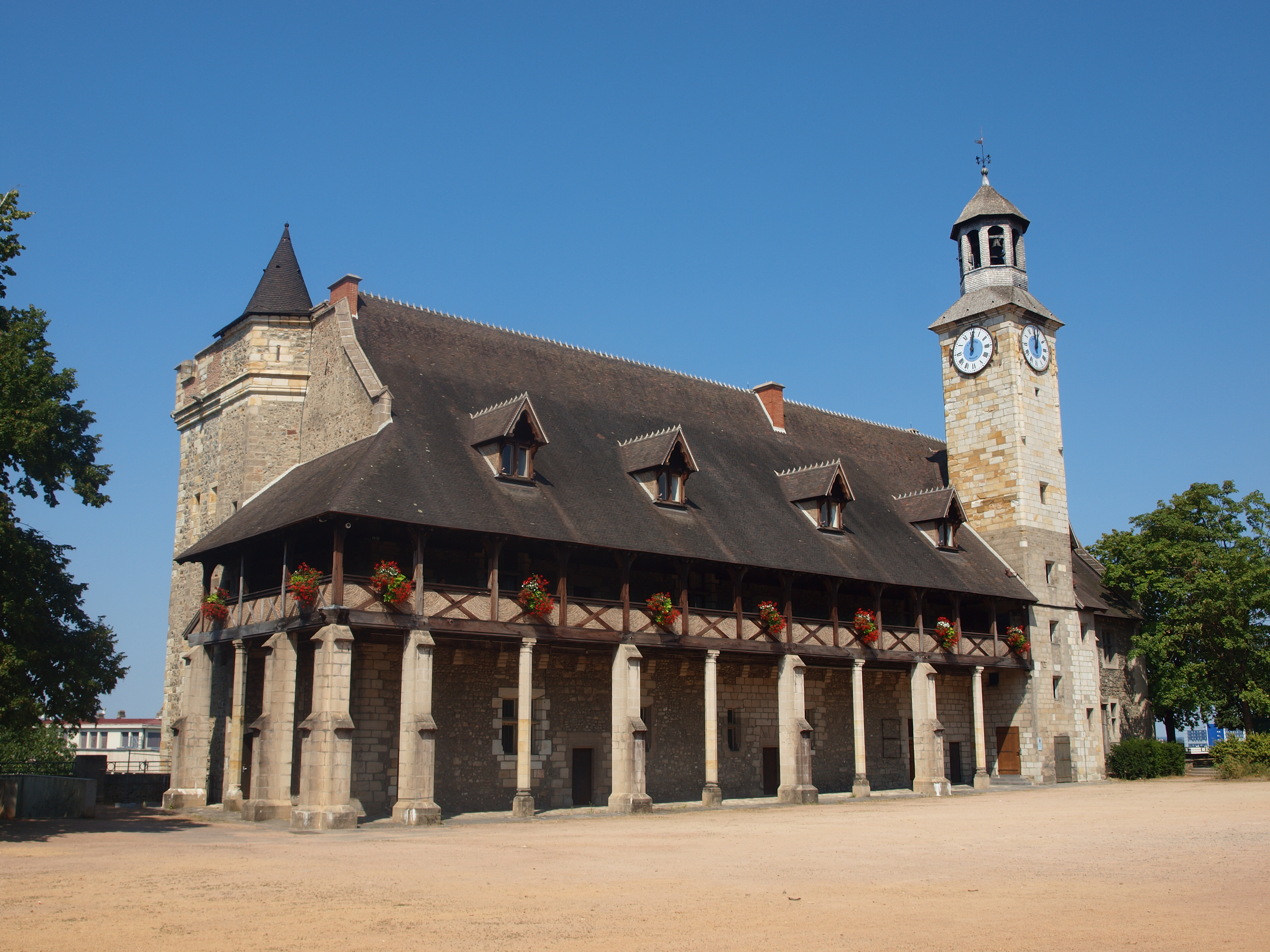
La cour du château et sa galerie du XVe siècle.

Le rocher qui sert de base au château a été aménagé au moyen de travaux de terrassement, de manière à constituer un plateau de forme pentagonale.
Le bâtiment actuel, restes du XVe siècle du château des ducs de Bourbon, situé sur le bord ouest du plateau, se présente comme un imposant corps de logis rectangulaire à deux étages, dont le second est sous combles. Il est couvert dans le sens de la longueur par un toit à deux versants très inclinés et flanqué à son angle sud-ouest d'une tour carrée comprenant deux étages surmontés d'une plateforme à parapet crénelé. Contre la façade ouest est en outre accolée une petite tour trapézoïdale, également à deux étages, couverte d'un toit à trois versants. Enfin, sur la façade est, s'élève la tourelle carrée qui porte l'horloge et domine tout l'édifice.
Sur la façade ouest du château est visible une lucarne de type gothique flamboyant, à l'origine en pierre ; deux pieds-droits l'encadrent et elle est ornée de deux écus dans des quatre-feuilles ; le linteau est surmonté d'un gâble dont les rampants portent un larmier ; ce gâble est orné de deux trèfles supportant un quatre-feuilles et flanqué de pinacles. Elle est désormais recouverte de ciment depuis la restauration du château dans les années 1930.
La tour carrée constitue le donjon du château. Alors que le grand logis est un édifice purement civil, la tour carrée présente les caractères d'un véritable ouvrage militaire, par le haut talus qui empâte sa base, le parapet crénelé qui la couronne et l'épaisseur du mur ouest.
Le parapet crénelé est bâti en briques avec arêtes et chaînes de moyen appareil ; il est soutenu par des cavets et superposées de deux moulures en talon, séparées par des cavets et superposées sous un larmier très saillant. Il y a deux créneaux sur la face ouest, un seul sur les faces est et sud. Le merlon central est percé d'une archère sans échancrure. Un large larmier borde ce couronnement. Le haut du merlon est à 20 mètres au-dessus du niveau de l'esplanade.
La façade est, sur la cour, n'a pas conservé son caractère primitif. Presque tout le rez-de-chaussée et une partie du premier étage ont été remaniés.
La tour de l'horloge fut élevée dans l'angle qui faisaient le château actuel et l'ancienne aile nord que ce dernier possédait, mais qui fut détruite au XIXe siècle. Elle est bâtie en blocage, avec parements extérieurs de moyen appareil. Il est facile de constater que cette façade ne fait pas corps avec la tour ; on a seulement, de loin en loin, arraché un carreau de son parement, pour permettre l'introduction de la saillie d'une assise de la face sud de la tour, afin d'éviter un décollement. Cette disposition prouve que la tour appartient à une campagne de construction postérieure à celle durant laquelle fut remaniée la façade est du corps de logis.
Elle est en plan carré, mesurant 4m de côté et domine tout l'édifice ; près de 25 mètres séparent le sommet de la corniche du niveau de l'esplanade. Cette tour fut construite dans le but de supporter une horloge, ainsi qu'en témoignent sa hauteur, son inutilité au point de vue défensif, la disposition intérieure du dernier étage et le petit escalier montant jusqu'au mécanisme de l'horloge actuelle, enfin et surtout, la présence sur la face est, de sculptures tracées évidemment pour entourer un cadran ; ces sculptures dessinent deux pieds-droits moulurés de cavets, agrémentés de bagues en larmier et supportés par des culs-de-lampe décorés de feuillages ; ils se terminent par des pinacles fleuronnés entre lesquels est compris un arc en tiers-point jadis décoré de crochets relevés vers le ciel ; Toute la partie médiane de l'ornementation qui comprenait deux contre-courbes rejoignant un fleuron central a été démolie pour l'installation du cadran, dont la véritable place est toute marquée sous l'arc en tiers-point.
La corniche qui couronne la tour est ornée de motifs composés de deux petites branches croisées en « X » et garnies à leurs extrémités de délicates feuilles froissées. Une toiture en pavillon, surmontée d'un clocheton ajouré, qui contient les sonneries, couronne la tour ; cette toiture fut refaite en 1715, en remplacement d'une précédente enlevée par un ouragan.
La galerie boisée à l'italienne fut construite au XVe siècle, (à peu près en même temps que la tour de l'horloge) et détruite au XIXe siècle, puis reconstruite dans les années 1930.
Elle est supportée, du côté du château, par des corbeaux et du côté de la cour par des piliers carrés terminés en talus, alternés avec des colonnes, des poteaux de bois supportent la toiture qui couvre cette galerie.
Les prétendus souterrains du château : la tradition populaire rapporte que plusieurs souterrains faisaient communiquer le château avec différentes parties de la ville de Montluçon.
Cette croyance a été entretenue par la présence, sous différentes maisons de la rue des Serruriers, de couloirs voûtés, assez longs, s'étendant même au-delà des maisons dans la direction du château. Ces couloirs sont en réalité de vastes caves, toutes plus ou moins diminuées de longueur par la construction de murs modernes, et dont quelques-unes étaient communes à deux immeubles situés de part et d'autre de la rue. Il est impossible d'y voir autre chose.
Plus certaine, au contraire, est l'existence de passages dérobés à l'intérieur du château. Passages dérobés que Louis XI empruntera lors de son séjour à Montluçon en 1465.
Le premier de ces passages se trouvait dans la tourelle de la façade ouest, le deuxième se trouvait dans la partie sud de la tour carrée, avant que des murs ne viennent l'obstruer et le troisième se trouvait dans la partie nord de l'enceinte du château.

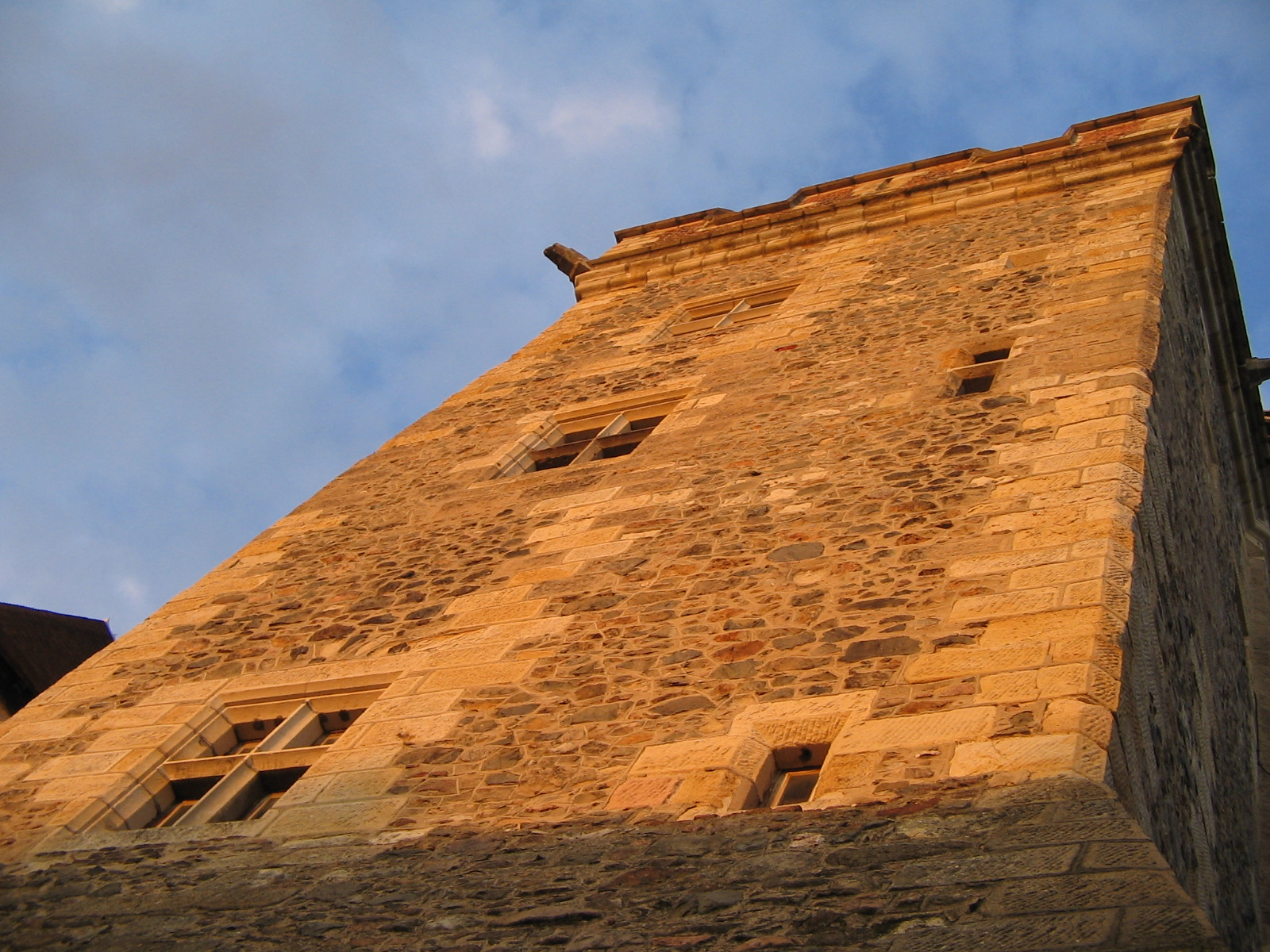
Une tour du château.
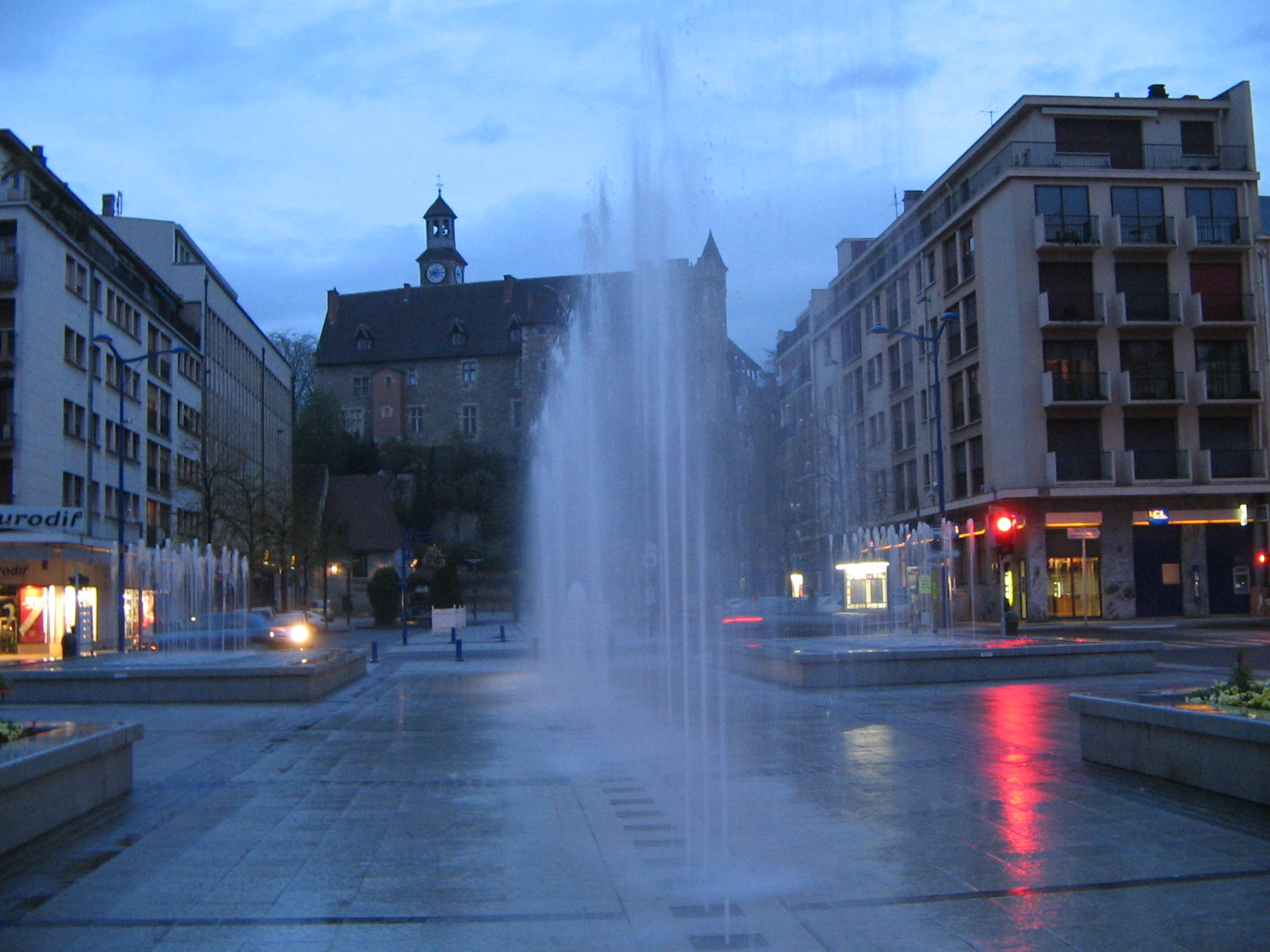
Le château vu depuis la promenade avec les jets d'eau.
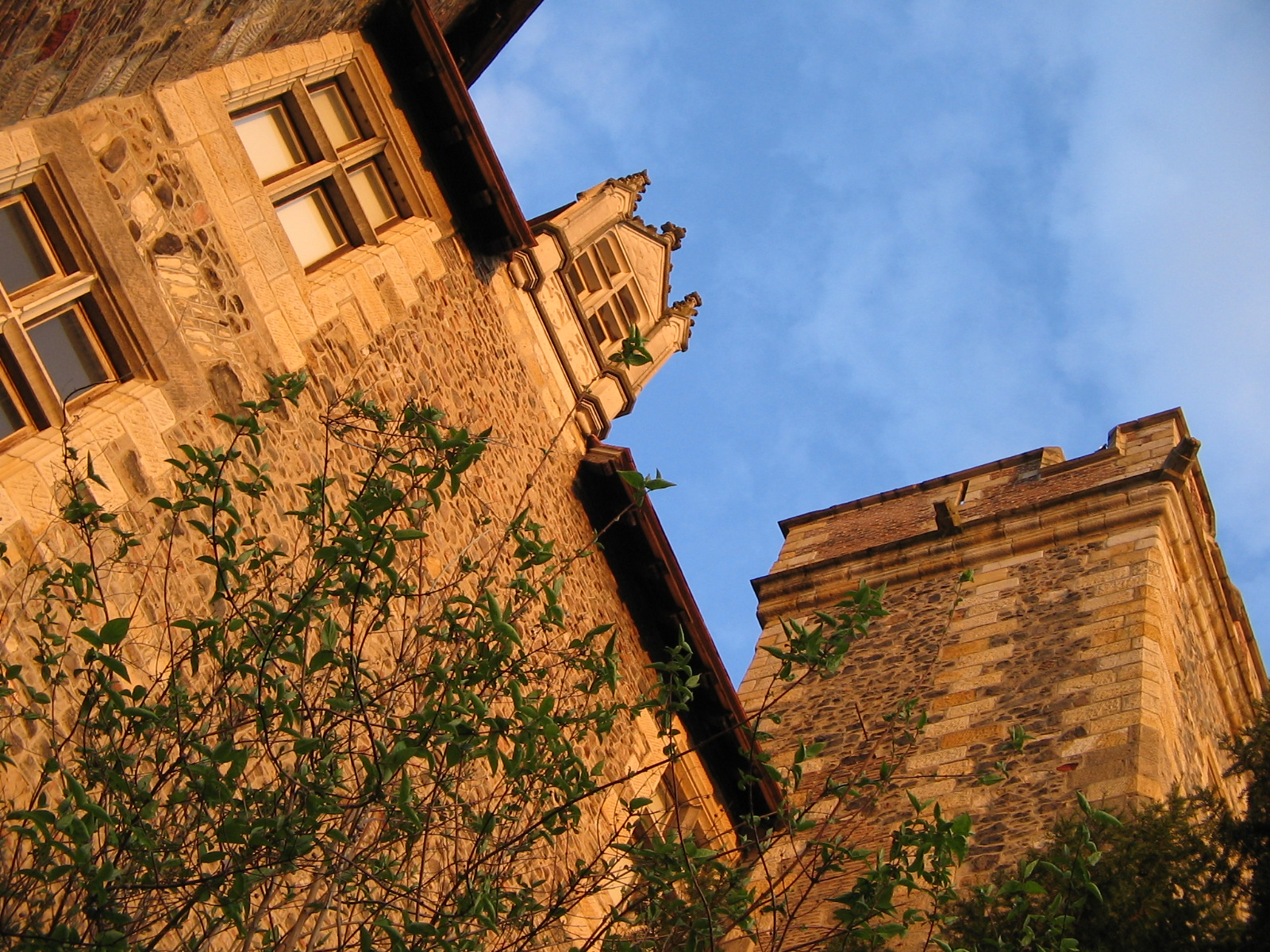
Le château en avril 2008.
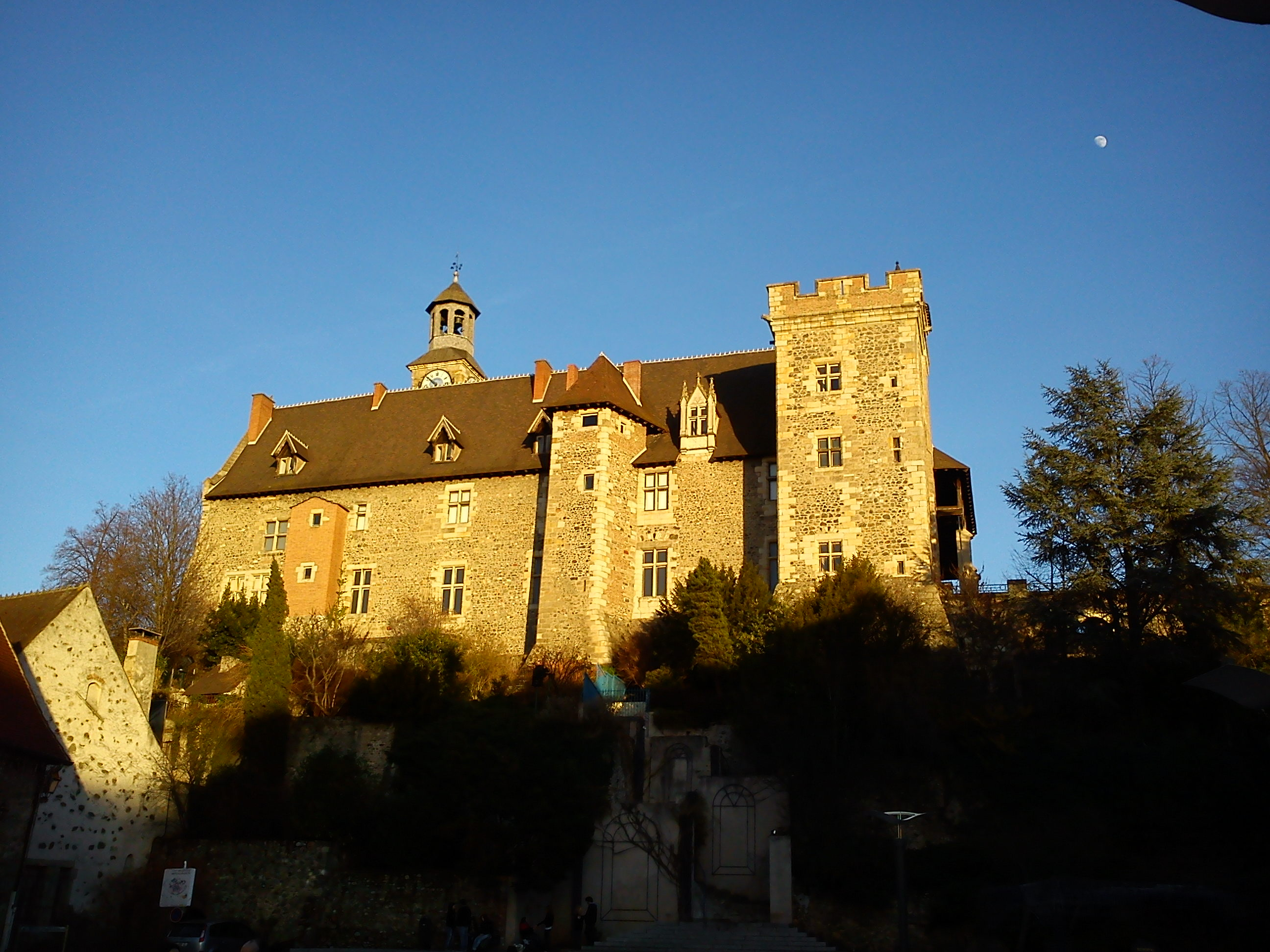
Vue d'ensemble du château.
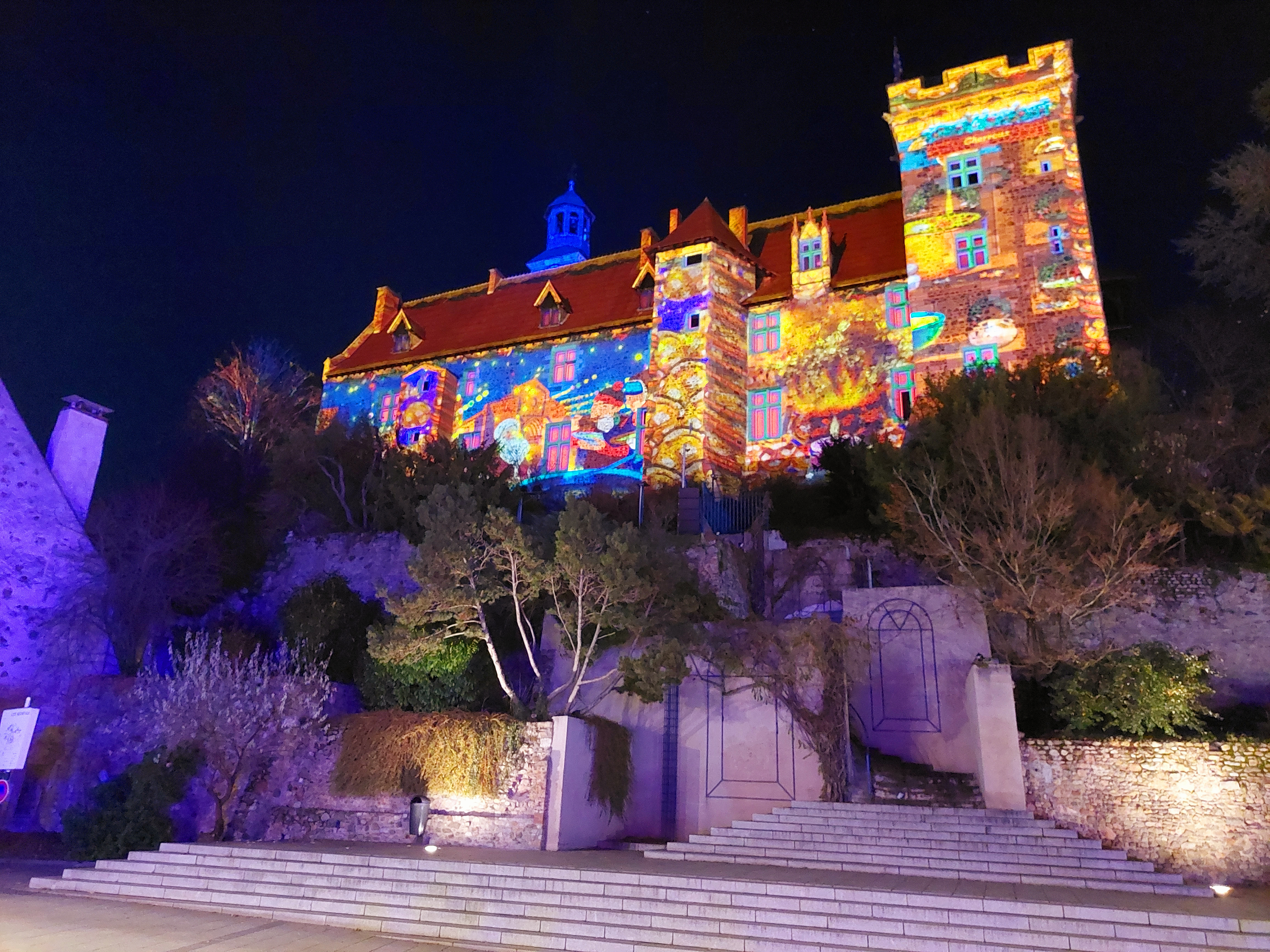
Le château illuminé, en décembre 2022.

## Protection
Le château est inscrit au titre des monuments historiques par arrêté du 15 mai 1926.

## Musée
Depuis 1959, le château abritait un musée consacré aux musiques populaires. Depuis l'année 2013, le château sert désormais de réserve au nouveau musée de la ville de Montluçon, le MuPop, mais il n'est pas visitable en tant que monument historique.